# Göte Turesson
Göte Wilhelm Turesson (Malmö, 6 aprile 1892 – Uppsala, 30 dicembre 1970) è stato un botanico svedese conosciuto per i suoi studi di genetica ecologica.
Conió i termini ecotipo e agamospecie.